# Singham Returns
Singham Returns es una película del 2014 dirigida por Rohit Shetty y producida por Reliance Entertainment. Una secuela de la película del 2011, Singham, el actor Ajay Devgan representa su papel de la película anterior, mientras que Kareena Kapoor interpreta a la protagonista femenina. La película es una nueva versión de Singham 2. La película fue estrenada mundialmente el 15 de agosto de 2014.

## Elenco
- Ajay Devgan como Bajirao Singham.
- Kareena Kapoor como Avni Kamat.
- Amole Gupte como Satyaraj Chandra Baba.
- Anupam Kher como Gurukant "Guruji" Acharya.
- Dayanand Shetty como Inspector Daya.
- Zakir Hussain como Prakash Rao.
- Mahesh Manjrekar como Vikram Adhikari.
- Sameer Dharmadhikari como Kishore Kamat.
- Deepraj Rana como Sunil Prabhat.
- Sharat Saxena como Policía Rathore.
- Ashwini Kalsekar como Meera Shorri.
- Govind Namdev como Manikrao Singham.
- Pankaj Tripathi como Altaf.

## Producción

### Filmación
El director Rohit Shetty anunció sus pensamientos de hacer una secuela de su película Singham. Después de filmar Chennai Express con Shahrukh Khan, Shetty informó que había empezado la filmación para Singham 2 con Ajay Devgn. La filmación se esperaba empezar en diciembre de 2013 después de la última película de Shetty, Chennai Express (2013). La filmación fue hecha en varias calles de Siolim. 

### Música
La banda sonora de la película fue hecha por Jeet Gannguli, Meet Bros Anjjan, Ankit Tiwari y Yo Yo Honey Singh. Todos los compositores hicieron una canción cada uno.

## Recepción
La película recibió críticas mixtas de los críticos de la India.

## Taquilla
La película obtuvo US$32 millones en todo el mundo.